# 鲁阿内斯
鲁阿内斯，是西班牙埃斯特雷马杜拉卡塞雷斯省的一个市镇。总面积15平方公里，
2001年普查人口總數為98人，人口密度為每平方公里7人。